# Corazón apasionado
Corazón apasionado est une telenovela américaine-vénézuélienne diffusée en 2012 sur Venevisión.

## Synopsis
Patricia Campos, ses deux sœurs, Virginia et Mariela, ainsi que son frère, David Campos ont grandi sous la main de fer de leur grand-mère, Ursula, riche propriétaire à la personnalité autoritaire. Malgré la désapprobation d'Ursula, la jeune Patricia tombe amoureuse de Marcos, un homme pauvre mais la relation tourne au tragique lorsqu'il est mortellement blessé. Des années plus tard, encore marquée par la perte de Marcos, Patricia devient une femme amère dont le cœur est fermé à l'amour. Elle consacre tout son temps à la gestion du ranch familial aussi strictement que sa grand-mère. Le père de Patricia, de ses sœurs et de David est le diable en personne, Bruno Montesinos. Le père de Virginia est Alejandro.
L'arrivée du beau et charmant contremaître, plein d'assurance, qui vient juste d'être embauché, Armando Marcano, va changer radicalement la vie de Patricia.

## Distribution
- Marlene Favela : Patricia Montesinos Campos-Miranda
- Guy Ecker : Armando Marcano
- Jessica Mass : Fedora Campos-Miranda
- Susana Dosamantes : Doña Úrsula Villacastín vda. de Campos-Miranda
- José Guillermo Cortines : Marcos Pérez/ Martín Vegas
- Lorena Meritano : Virginia Gómez Campos-Miranda
- Daniela Navarro : Mariela Montesinos Campos-Miranda, dite Marielita
- Adrian Carvajal : David Montesinos Campos-Miranda
- Luis José Santander : Ricardo Rey
- Fernando Carrera : Alejandro Gómez
- Marcelo Buquet : Bruno Montesinos
- Gabriela Rivero : Teresa Rivas vda de Gómez
- Cristián Carabias : Jonathan Gómez Rivas, dit Johnny
- Stephanie Arcila : Clemencia Briceño Rivas
- Natalia Ramírez : Sonia Alcázar de Rey
- Raúl Izaguirre : Ignacio Meléndez
- Carlos Guillermo Haydon : Diego Sánchez
- Dayana Garroz : Emperatriz Ferrer de Meléndez
- Carlos Augusto Maldonado : Ramiro Meléndez, dit Ramirito
- Hector Soberón : Álvaro Martínez
- Scarlet Gruber : Rebeca Marcano
- Marjorie de Sousa : Lic. Leticia Bracamontes
- Beatriz Arroyo : Lorenza Sánchez de Marcano
- José Miguel Gutiérrez : Padre José
- Patricia de León : Carmen Rosa
- Lara Ricote : María Rey Alcázar
- Kevin Aponte : Juan José Rey Alcázar
- Beatriz Monroy : Ramona Pérez
- Eduardo Ibarrola : Melquiades López
- Paulo César Quevedo : Felipe López
- Patty Álvarez : Graciela Ruíz

## Diffusion internationale
- Venevisión
- Univision / Azteca America
- TLN en Español
- Univision
- Caracol Televisión
- Chilevisión
- Antena Latina
- La 1
- Televicentro de Nicaragua
- TVN / Telemix Internacional
- Zap Novelas
- Azteca 13
- POP TV
- ATV
- TV3 Latvia
- LNK
- RTL II
- Acasă

### Sources
- (es) Cet article est partiellement ou en totalité issu de l’article de Wikipédia en espagnol intitulé « Corazón apasionado » (voir la liste des auteurs).